# Télévision en Corée du Nord
Pour un article plus général, voir Médias en Corée du Nord.
La télévision nord-coréenne est soumise au Comité central de la radiodiffusion de Corée et est contrôlée par le département de la propagande et de l'agitation du Parti des travailleurs de Corée. Une étude réalisée en 2017 a révélé que 98 % des ménages avaient un téléviseur.

## Données technologiques
La télévision nord-coréenne utilise un système de transmission de signaux analogiques PAL 576i et un format d'image 4:3. La transmission du signal principal signifie qu'il s'agit d'une diffusion terrestre, mais Pyongyang a sa propre télévision par câble. Les trois principales chaînes de télévision - la télévision centrale coréenne (KCTV), Mansudae et Ryongnamsan - sont disponibles depuis 2014 dans une application spéciale disponible sur les tablettes électroniques Samjiyon publiées par le gouvernement. 
Les téléviseurs vendus en Corée du Nord ne peuvent fonctionner que sur le système PAL, afin de les empêcher de capter des émissions en provenance du sud. Les téléviseurs importés pouvant fonctionner à la fois sur PAL et NTSC, comme ceux du Japon, voient leurs capacités NTSC désactivées par le gouvernement lors de l'importation.

## Chaînes de télévision
Au 16 août 2016, il y avait quatre chaînes de télévision en Corée du Nord. Toutes appartiennent à l'État.

### Télévision centrale coréenne (KCTV)

Logo de la KCTV

La Télévision centrale coréenne est la plus ancienne chaîne de télévision de Corée du Nord et a commencé à émettre régulièrement en 1963. En 2017, elle est la seule chaîne de télévision nord-coréenne à émettre vers le monde extérieur via la télévision par satellite, à l'exception des émissions nationales. Sur satellite, KCTV est disponible en définition standard ainsi qu'en Full HD. Depuis le 4 décembre 2017, une émission de test en diffusion au format SDTV 16:9 a été lancée.

### Mansudae Télévision

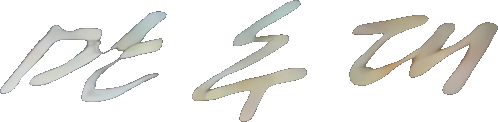
Logo de Mansudae Télévision

Mansudae Television diffuse du contenu éducatif avec une annonce occasionnelle le week-end vers Pyongyang. Elle a ouvert ses portes le 1er décembre 1973. La station de télévision Mansudae diffuse 3 heures le samedi (entre 19h00 et 22h00) et le dimanche (de 10h00 à 13h00 et de 16h00 à 22h00).

### Ryongnamsan Télévision
Ryongnamsan Télévision est une chaîne éducative fournie par le département de la télévision étudiante universitaire de la radio et de la télévision coréenne. Le directeur de cette chaîne est Yang Chun Won.
- La chaîne a commencé à diffuser le 1er avril 1971 sous le nom de « Kaesong ». Le 10 octobre 1991, cette chaîne est passée à la radiodiffusion en couleur. Le 1er février 1997 (selon d'autres données 16 février 1997), le premier changement de nom de la chaîne de télévision a été effectué : « Réseau éducatif et culturel coréen »[10]. Selon les données présentées dans le livre « North Korea Handbook », le changement de nom était lié au 55e anniversaire de Kim Jong-il. Le temps d'antenne de la chaîne a été présenté sur la fréquence canal 9 à Pyongyang de 17h00 à 22h00 en semaine et de 12h00 à 22h00 le week-end.

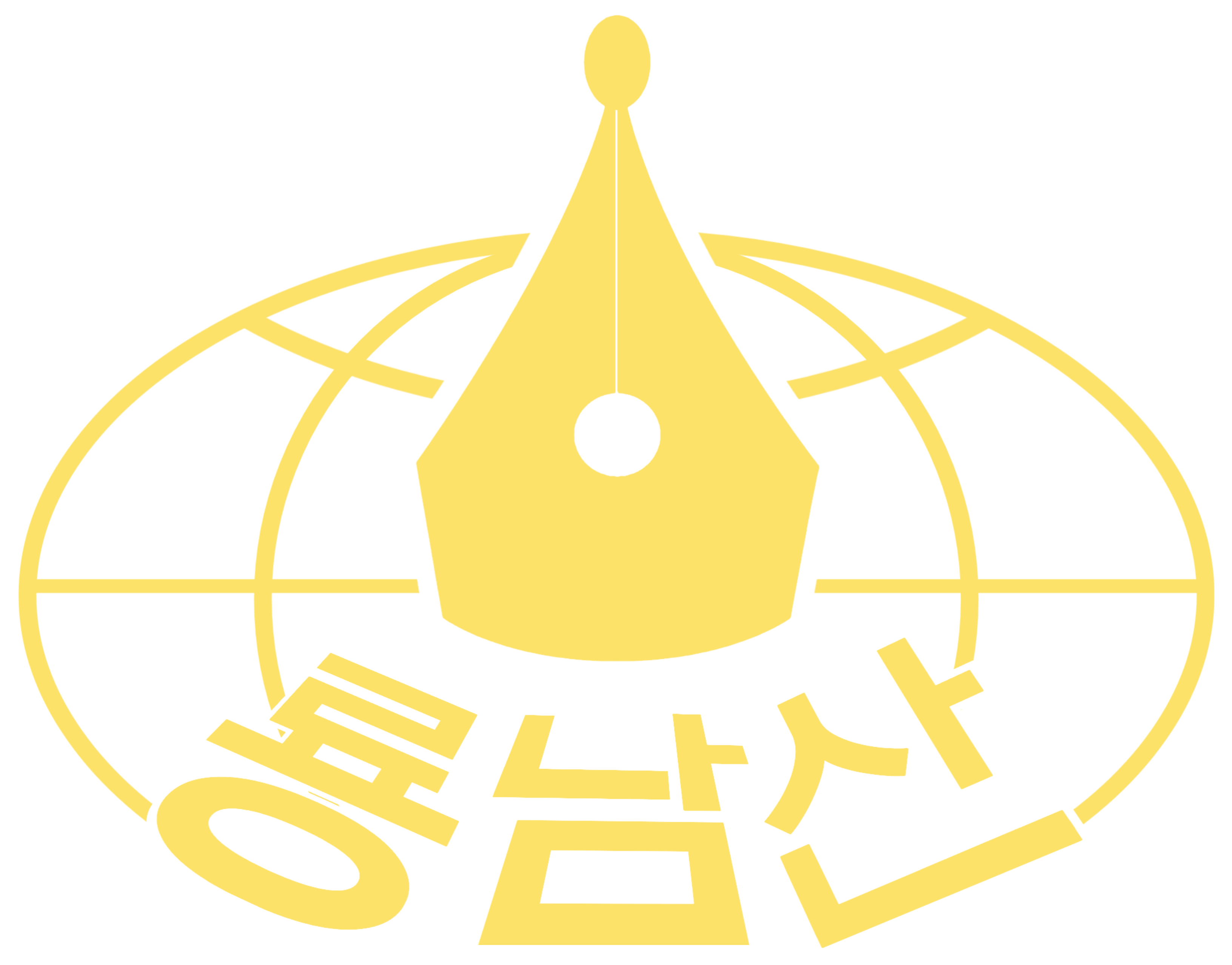
Logo de Ryongnamsan Télévision

Également dans les années 1990, la station de télévision a effectué une diffusion expérimentale à partir de la tour de télévision de Kaesong sur la fréquence du canal 8 en utilisant un seul émetteur nord-coréen réglé sur le format NTSC. 
Le but de cette émission était de promouvoir la culture nord-coréenne auprès des téléspectateurs sud-coréens.
La fréquence du canal 8 a été choisie pour éviter le brouillage du signal par les radiodiffuseurs sud-coréens, car à Séoul, les fréquences des canaux 7 et 9 étaient occupées par les chaînes de télévision KBS2 et KBS1 jusqu'au 31 décembre 2012, et au même moment, les fréquences des canaux 29 et 28, respectivement, diffusées dans les zones démilitarisées par KBS1 et KBS2 ont été mises en sourdine par la Corée du Nord.
Le 5 septembre 2012, la chaîne a reçu son nom moderne et le concept de radiodiffusion a été modifié.
- les chaînes de télévision diffusent des films scientifiques populaires en anglais, des conférences télévisées et des programmes éducatifs pour l'apprentissage des langues étrangères[9]. La chaîne est accessible aux étudiants de toutes les universités de Pyongyang.

La diffusion s'effectue sur la fréquence du canal 9 depuis la tour de télévision de Pyongyang, sur le système IPTV Manbang, sur le bouton 3 de la section « Air Cast » ainsi que sur l'émetteur analogique de la tablette Samjiyon.

### Sport Télévision

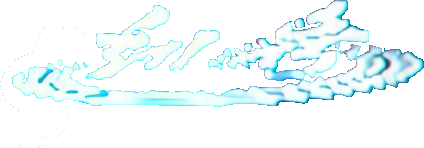
Logo de Sport Télévision

Sport Télévision est la chaîne de télévision sportive créée le 15 août 2015. Cette télévision diffuse des compétitions sportives d'athlètes de la Corée du Nord, des documentaires et des programmes sur l'histoire du sport en RPDC et dans le monde, ainsi que sur le développement du sport de masse,. La chaîne diffuse les samedis et les dimanches de 19h00 à 22h00. À 20h00, la chaîne diffuse le programme d’information « Podo » de la télévision centrale coréenne. La carte test qui est utilisée sur la chaîne ressemble à celle de Ryongnamsan TV, mais elle comprend une coupe et le mot coréen « Sport ».

## Tour de télévision de Pyongyang
Les fréquences de la télévision sont diffusées par la tour de télévision de Pyongyang (2015)

## Contenu
La qualité de la programmation s'est améliorée au fil des ans. Les nouvelles internationales sont diffusées et la qualité de la programmation éducative est élevée. Les documentaires sont souvent diffusés et traitent généralement de la santé, de l'histoire de la Corée et du monde, ainsi que de la géographie.